# Dušan Janićijević
Dušan Janićijević (* 27. April 1932 in Gornje Grgure bei Blace; † 5. Juli 2011 ebenda) war ein jugoslawischer bzw. serbischer Schauspieler.

## Leben
Janićijević studierte an der Theaterakademie in Belgrad und war 1954 in seinem ersten Film Stojan Mutikaša zu sehen; der Film, in dem er die Hauptrolle spielte, gewann den Hauptpreis beim ersten jugoslawischen Filmfestival in Pula. Im Anschluss war er nahezu sechzig Jahre lang in hunderten von Rollen für Leinwand und Bildschirm sowie auf Theaterbühnen zu sehen. 2011 wurden kurz vor seinem Tod seine Memoiren veröffentlicht.
1992 wurde er für seinen Beitrag zum jugoslawischen Kino mit der „Slavica“ ausgezeichnet.

## Filmografie (Auswahl)
- 1954: Stojan Mutikaša (Regie: Fedor Hanžeković)
- 1964: Der Schut
- 1965: Der Ölprinz
- 1965: Old Surehand 1. Teil
- 1982: Jack Holborn (Fernsehserie)
- 1990: Das serbische Mädchen
- 2011: Revolt